# Lijst van Macedonische hoofdwegen
De hoofdwegen in Noord-Macedonië verbinden de belangrijkste steden in het land met elkaar. Er wordt in de wegnummering geen onderscheid gemaakt tussen autosnelwegen en niet-autosnelwegen. De wegen worden aangeduid met het prefix A. Oorspronkelijk werden de wegen aangeduid met het prefix M, maar dit is op 30 september 2011 veranderd. Opvallend aan het systeem is dat aftakkingen van hoofdwegen hetzelfde nummer krijgen als de hoofdroute.
| Nummer | Route                                                                                         | Lengte           |
| ------ | --------------------------------------------------------------------------------------------- | ---------------- |
| A1     | Servië - Kumanovo - Veles - Griekenland - Gradsko - Prilep                                    | 178 + 49 km      |
| A2     | Bulgarije - Kumanovo - Skopje - Tetovo - Gostivar - Struga - Albanië                          | 306 km           |
| A3     | Podmolje - Ohrid - Bitola - Veles - Štip - Bulgarije - Ohrid - Albanië - Bitola - Griekenland | 310 + 32 + 14 km |
| A4     | Kosovo - Skopje - Kumanovo - Štip - Strumica - Bulgarije                                      | 223 km           |

## Oude wegnummering
Vanaf de jaren negentig tot 2011 waren de wegen op een andere manier genummerd.
| Nummer | Route                                                             | Lengte | Huidig nummer |
| ------ | ----------------------------------------------------------------- | ------ | ------------- |
|        | Servië - Kumanovo - Veles - Griekenland                           | 178 km | A1            |
|        | Kumanovo - Kumanovo - Kriva Palanka - Bulgarije                   | 74 km  | A2            |
|        | Petrovec (M-1) - Skopje - Kosovo                                  | 40 km  | A4            |
|        | Miladinovci (M-1) - Skopje - Tetovo - Gostivar - Struga - Albanië | 194 km | A2            |
|        | Podmolje (M-2) - Ohrid - Bitola - Veles - Štip - Bulgarije        | 310 km | A3            |
|        | Štip - Strumica - Bulgarije                                       | 95 km  | A4            |